# 野塔站
野塔站（：／ Yatap yeok */?）是水仁·盆唐線沿線的一座地下車站，位於韓國京畿道城南市盆唐區野塔洞。本站地下2樓與城南綜合巴士客運站設有連通道。

## 車站結構
站體為2面2線側式月台的地下車站，候車月台設有月台幕門。

### 月台配置
| ↑ 牡丹 |
| \| １  |
| 二梅 ↓ |

| 月台 | 路線                   | 目的地                           |
| ---- | ---------------------- | -------------------------------- |
| 1    | ●首都圈電鐵水仁·盆唐線 | 水原、器興、竹田、書峴、仁川方向 |
| 2    | ●首都圈電鐵水仁·盆唐線 | 往十里、宣靖陵、宣陵、牡丹方向   |

## 歷史
- 1994年9月1日：落成啟用。

## 車站周邊
- 炭川綜合運動場（朝鲜语：탄천종합운동장）
- 盆唐區衛生所
- 中央圖書館
- 城南市政府
- 城南市議會（朝鲜语：성남시의회）
- 城南市設施管理公團
- 城南市立保齡球館
- 城南綜合巴士客運站（朝鲜语：성남종합버스터미널）

但是客运业务已于2022年12月31日尾班车后迁出并只保留商业，需搭乘长途客车的旅客需要经地面前往临时搭乘点。
- 京仁第二高速公路麗水交流道
- 牡丹車輛基地
- 野塔CGV
- Home plus（朝鲜语：홈플러스）野塔店
- NC百貨（朝鲜语：NC백화점）野塔店
- Amigo Tower
- Theme Polis購物中心
- 車醫科大學（朝鲜语：차의과학대학교）盆唐校區
- 車醫科大學附設醫院

## 相鄰車站
韓國鐵道公社
●首都圈電鐵水仁·盆唐線
盆唐急行、緩行
牡丹（K225）－野塔（K226）－二梅（K227）